# Nizhnie (Lugansk)
Nizhnie (en ucraniano: Нижнє; en ruso: Нижнее, romanizado: Nízhneye) es un asentamiento urbano ucraniano perteneciente al óblast de Lugansk. Situado en el este del país, formaba parte del raión de Popasna hasta 2020, aunque ahora es parte del raión de Sievierodonetsk y del municipio (hromada) de Nizhnie. 
El asentamiento se encuentra ocupado por Rusia desde junio de 2022, siendo administrado como parte de la de facto República Popular de Lugansk. 

## Geografía
Nizhnie está a orillas del río Donets, a unos 25 km al noreste de Popasna y 55 km al noroeste de Lugansk.

## Historia
En el siglo XVIII, en el sitio del asentamiento actual en el tramo Nizhne en Dinka, había un campamento de invierno de la palanka de Kalmius de los cosacos de Zaporiyia. Nizhnie fue fundada en 1754 por soldados serbios, croatas y y campesinos ucranianos de la orilla derecha del Dniéper, que se establecieron aquí con sus familias en la región administrativa militar de Eslavoserbia en el campamento. Durante 1776-1783, el pueblo fue el cuartel general de la séptima compañía del regimiento de húsares de Bajmut (hoy en día algunos habitantes siguen llamando al asentamiento Sioma Rota, en ucraniano: Сьома Рота).
Nizhnie recibió el estatus de asentamiento urbano en 1938.
Durante la Segunda Guerra Mundial, 972 residentes locales participaron en las hostilidades, donde 513 de ellos murieron.
Hasta el 7 de octubre de 2014, el lugar formaba parte del municipio de Pervomaisk, después de lo cual se incorporó al raión de Popasna. El 11 de febrero de 2015, partes del municipio de Frunze con el pueblo de Zholobok (anteriormente parte del raión de Slovianoserbsk), se unieron al área del consejo de asentamiento.
El 6 de noviembre de 2014, durante la guerra del Dombás, estallaron tiroteos con los separatistas, en los que murió un soldado y dos resultaron heridos en un cruce de pontones cerca del asentamiento.
Nizhnie fue ocupada en junio de 2022 durante la invasión rusa de Ucrania de 2022.

## Estatus administrativo
Hasta julio de 2020, Nizhnie formaba parte del raión de Popasna. Como resultado de la reforma de 2020 de las divisiones administrativas de Ucrania, en julio de 2020 el número de raiones del óblast de Lugansk se redujo a seis y se incorporó al recién creado raión de Sievierodonetsk.

## Demografía
La evolución de la población entre 1989 y 2019 fue la siguiente:
| 3917                                                          | 3115 | 2651 | 2541 | 2310 |
| (Fuente: Cities & Towns of Ukraine y UKRAINE: Größere Städte) |      |      |      |      |

Según el censo de 2001, la lengua materna de la mayoría de los habitantes, el 75,86%, es el ucraniano; del 23.,88% es el ruso.

## Personas ilustres
- Serguéi Lukianov (1910-1965): actor de cine y teatro soviético que fue Artista del Pueblo de la RSFSR (1952) y ganador de dos Premios Stalin de segundo grado (1951, 1952).